# Libro di fiabe
Libro di fiabe è un libro di Hermann Hesse scritto tra il 1900 e il 1933.
È un libro che cerca di documentare i tentativi di Hesse nello sperimentare il genere fiabesco e nel trasformare la propria vita in quella di un artista di fiabe. 
Ebbe un insuccesso perché non riuscì mai a raggiungere l'ideale che desiderava; eppure le sue fiabe divennero famose a causa di questo suo insuccesso. 
Sono la mera rappresentazione di uno scrittore con un disagio interiore, che cerca di giocare con gli aspetti di un genere letterario, per poi trovare qualche immagine di pace e perfetta armonia. 
Per capire le fiabe di Hesse è importante conoscere i traumi, i dubbi e i sogni dell'artista da giovane, in Germania, all'inizio del tumultuoso secolo. 
Come molti altri scrittori europei, Hesse fu profeta degli eventi intorno a lui: il rapido avanzamento della tecnologia, la nascita del materialismo, le guerre mondiali, le rivoluzioni e le depressioni e le inflazioni economiche, ovvero soggetti indicativi il declino della civiltà occidentale.

## Lo stile
Il gran successo di Hesse di essere diventato uno scrittore si trova in molte fiabe e in molte letterature fantastiche. Scrisse la sua prima fiaba, chiamata I due fratelli, quando aveva solo dieci anni, immergendosi così nell'emulazione di molti scrittori europei ed orientali. Raggiunse però maggior successo, quando unì lo stile di questi scrittori con la propria esperienza personale, caricando le opere di una lirica particolare e di un qualcosa di sentimentale, nonostante fosse pieno di una nota di rifiuto. Infatti fu anche grazie a questa sua forma di scrittura, che riuscì ad allontanarsi dai problemi della sua vita privata.
Hesse fu lo scrittore di fiabe del rifiuto “moderno-romantico” per eccellenza, una nozione già concepita dal filosofo Herbert Marcuse per indicare la risoluta riluttanza degli individui ad ammettere forze politiche e sociali che tendono a strumentalizzarli e a farli diventare oggetti di manipolazione.
Gli eroi di Hesse rifiutano di ubbidire alle norme della vita borghese, rigettando l'ipocrisia e la superficialità della società europea, ormai corrotta dal materialismo. Sono solitari, ribelli, poeti, intellettuali, pittori ed anticonformisti, che rappresentano l'anima assediata della tradizione umanitaria. Fu per commemorare le battaglie di questi individui emarginati, che sopravvivevano ai margini della società, alienati dall'aumento dell'industrializzazione e del capitalismo, che Hesse sperimentò il genere fiabesco.
Uno dei suoi primi racconti che non pubblicò mai è un buon esempio di tecnica che Hesse ha raffinato sempre di più per realizzare la propria bizzarra forma di fiaba moderna. Questo racconto è adesso intitolato Lulu e apparse come parte di Gli scritti e i poemi postumi di Hermann Lauscher (1900). Da una parte, le incidenze in questa fiaba sono legate ad una vacanza estiva che Hesse fece con i suoi amici nell'agosto del 1899. Da un'altra parte, l'opera è un esperimento estetico che rivela l'influenza di E.T.A. Hoffmann e dei romantici tedeschi. Il racconto descrive il poeta Lauscher e due amici che si incontrano in un villaggio durante l'estate. Entrambi si innamorano di una cameriera di nome Lulu, che lavora nella taverna del villaggio. Hanno uno strano incontro con un filosofo eccentrico, che anche lui sembra stranamente coinvolto con Lulu. Ad un certo punto, uno dei due amici fa un sogno su una principessa di nome Lilia, che è minacciata da una strega di nome Zischelgift. Lauscher e i suoi amici scoprono subito l'identità di Lulu e Lilia e i confini tra la realtà, il sogno e la fiaba si dissolvono. La ricerca di Lulu/Lilia diventa ricerca di un fiore blu, il ben noto simbolo romantico dell'amore ideale e dell'utopia. Lauscher e i suoi amici vengono però riportati nella realtà, quando del fuoco entra nella taverna e Lulu e il filosofo scompaiono misteriosamente. 
Questo racconto fiabesco contiene poemi di Lauscher e dei suoi amici ed è scritto in maniera sentimentale-iperbolica che fa apparire la storia, così come i personaggi, inverosimile.
Come gli scrittori romantici tedeschi (Wilhelm Heinrich Wackenroder, Novalis, Ludwig Tieck, Joseph von Eichendorff e E.T.A. Hoffmann), che lo influenzarono maggiormente, Hesse cercò di armonizzare la realtà con l'immaginazione. Tutti i tipi di esperienze assumono significati simbolici sorprendenti, che richiedono un'interpretazione solo se Hesse protagonista deve conoscere se stesso. Prima di tutto però, l'ordinario deve essere inteso come straordinario, attraverso l'abile trasformazione dell'esperienza e questo è l'obiettivo degli eroi di Hesse. Gli ostacoli che devono affrontare non sono le streghe, gli orchi, i tiranni o gli stregoni tradizionali, piuttosto sono la scienza, il materialismo, la guerra, l'alienazione e il filisteismo.
Per Hesse il genere fiabesco rappresentava una sfida, come per qualsiasi scrittore, di poter rappresentare al meglio la realtà. È pure per questo motivo che le sue fiabe, a differenza di molti altri scrittori, hanno un finale tragico o aperto, anche se continuò con la "missione" utopica delle fiabe tradizionali.
Nei suoi primi racconti, come Il nano (1904), Il gioco oscuro (1906) e La fine del Dr. Knoegle (1910), Hesse descrive un processo attraverso il quale gli individui innocui, con una sensibilità poetica, sono schiacciati dalle persone meschine. La questione centrale di tutte le sue opere riguarda il fatto che  un individuo con una dote poetica, che rappresenta più che Hesse come artista, sia capace di tornare in se stesso quando le condizioni sociali sono avverse all'arte e all'umanità.
In alcuni dei suoi racconti, come Il bel sogno (1912), Il poeta (1913), Il sogno del flauto (1914), L’abitante della foresta (1917) e Il pittore (1918), Hesse rappresenta dei giovani che si ribellano, che cercano e realizzano il loro pieno potenziale come esseri umani artistici. Tuttavia, perfino dopo l'arduo superamento delle esperienze e degli apprendistati, alla fine si ritrovano da soli, non sposati e in cattiva salute. Il poeta sembra essere completamente isolato e capace di trovare la soddisfazione solo nell'arte. Altri personaggi simili a questi tipi di poeti, come Marin in Il gioco oscuro (1906), Augustus in Augustus (1913), l'alpinista in Il sentiero difficile (1917) e Anselmo in Iris (1918), conducono delle vite terribilmente sofferenti e devono affrontare anche la propria alienazione. Trovano sollievo nella morte, perché è come un ritorno a ciò che sembra casa o la madre eterna.
Come è risaputo, Hesse era un fermo oppositore al militarismo, all'aggressività maschile e alla guerra. Alcune delle sue migliori fiabe, come Un sogno sugli dei (1914), Notizie straordinarie da un altro pianeta (1915), Se la guerra continua (1917), L'Europeo (1918) e L’impero (1918), contengono delle critiche appassionate alla mentalità barbarica e alle condizioni che causano violenza e conflitti. Hesse credeva che, come si può capire sia dall'Europeo che dall'Impero, il nazionalismo è la forza più pericolosa, perché può ispirare le persone ad una ricerca ossessiva del potere, che può essere messa alla pari con la guerra per amore della guerra. Non fu mai a favore di una nazione in particolare come i maggiori approfittatori delle guerre. Piuttosto Hesse credeva che esistesse un certo ciclo nel mondo, rappresentato in La città (1910) e Faldum (1916), che rifletteva le condizioni generali che o accrescono il potenziale di sviluppo delle società umane o conducono alla barbarie. Come le sue storie rivelano, era convinto che le forze di divisione della tecnologia, del nazionalismo, del totalitarismo e del capitalismo fossero più dannose alla libertà dell'individuo e alla coesistenza pacifica. Le sue fiabe quindi puntano ripetitivamente sulla possibilità del rifiuto degli individui e sul raggiungimento della pace interiore. 
Prese insieme le opere di Hesse, scritte tra il 1900 e il 1933, registrano sia i suoi viaggi personali che i conflitti politico-sociali dell'Europa di quel tempo. Sebbene seguì spesso la forma tradizionale delle fiabe popolari nelle opere come I tre alberi di tiglio (1912) o usando anche alcune delle tecniche di Hans Christian Andersen, come in Conversazione con un forno (1920) e Dentro e fuori (1920), preferiva generalmente rompere con le convenzioni e i plot delle fiabe classiche per sperimentare con la scienza della finzione, il grottesco e il macabro, il realismo romantico e i sogni, con ciò generando un proprio stile e una propria forma. Qui poi, Hesse seguì con la tradizione del rifiuto romantico. Alcuni dei suoi esperimenti estetici, inoltre, cadono nelle riflessioni narcisiste, come in Una sequenza di sogni (1916), ma le migliori fiabe di Hesse sono piene di un senso acuto di desiderio per una casa che è la copia utopica degli orrori che si continuano a presentare oggigiorno.